# Le Week-End
Le Week-End è un film del 2013 scritto da Hanif Kureishi e diretto da Roger Michell, alla loro quarta collaborazione cinematografica. I due concepirono l'idea per il film durante un fine settimana trascorso assieme a Parigi.

## Trama
Nick (Jim Broadbent) e Meg (Lindsay Duncan) decidono di festeggiare i 30 anni di matrimonio a Parigi, dove hanno trascorso la luna di miele. Lo scopo del viaggio è anche quello di appianare le tensioni che si sono accumulate nel corso degli ultimi tempi ma non tutto va come avevano previsto. L'incontro occasionale con Morgan (Jeff Goldblum), compagno di studi universitari di Nick ora scrittore di successo, permette ai due di dare nuova linfa alla vita di coppia.